# Klosterkirche (Vacha)

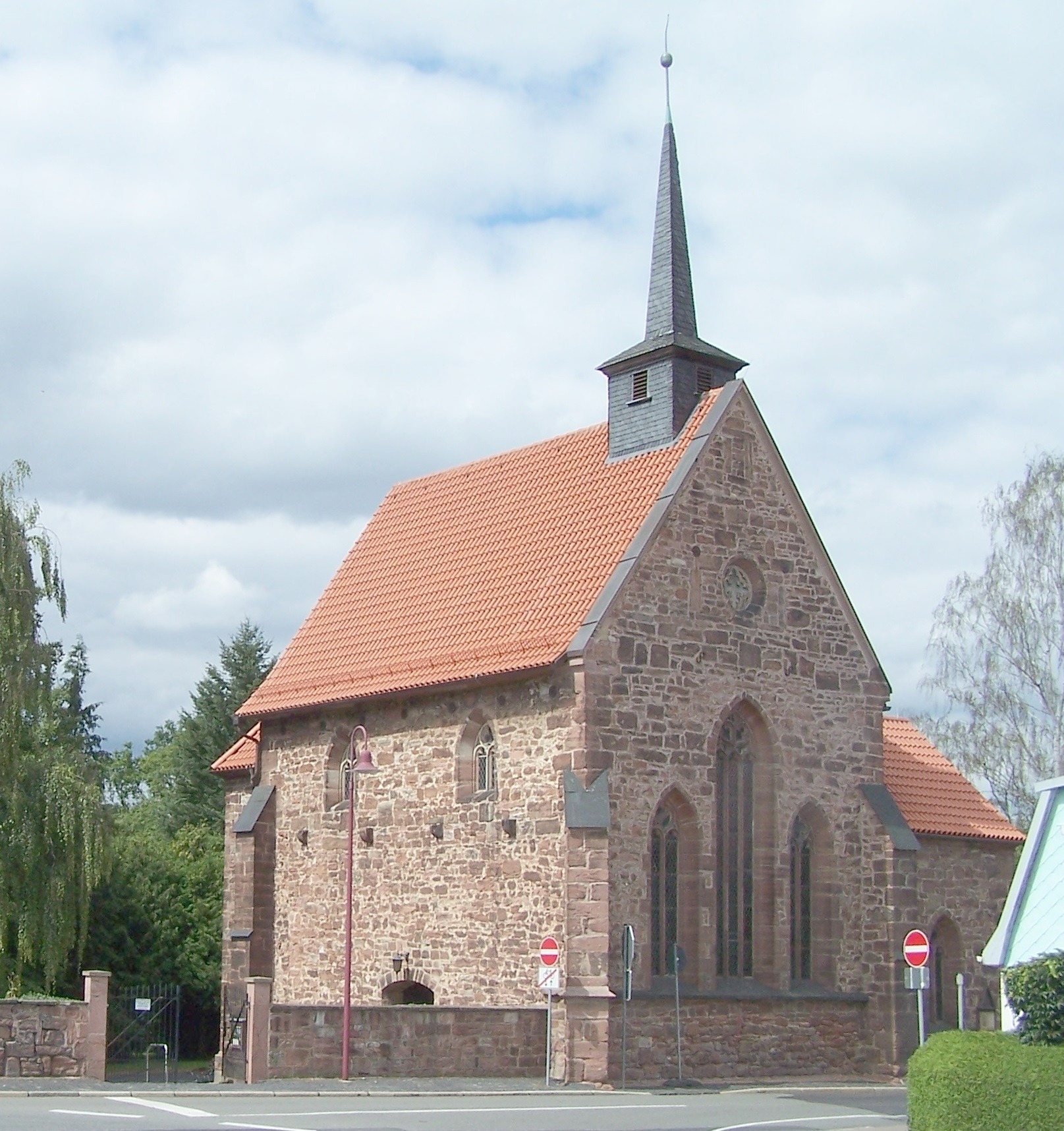
Die Kirche

Die Klosterkirche in Vacha im Wartburgkreis in Thüringen ist ein evangelisch-lutherisches Gotteshaus, das als Kapelle des umgebenden Friedhofs genutzt wird. Das Gebäude ist der umgebaute Chor einer gotischen Serviten-Klosterkirche, deren übrige Teile nach der Aufhebung des Konvents abgerissen wurden.

## Geschichte
Vor 1339 wurde in Mariengart bei Vacha ein Servitenkloster gegründet. 1368 erfolgte die Verlegung an den heutigen Standort vor der mittelalterlichen Stadtmauer; Mariengart blieb Außenstelle. Die Klosterkirche war um 1400 vollendet.
Im Bauernkrieg 1525 drangen aufständische Bauern in das Kloster ein. Der Prior Petrus von Aschenberg unterschrieb die Zwölf Artikel. Zwei Jahre später ließ Philipp von Hessen alle Klöster in seinem Herrschaftsbereich aufheben. Die Konventsgebäude in Vacha wurden abgerissen. Die Kirche blieb, als zweite Kirche nach der Johanneskirche, für den evangelischen Gottesdienst erhalten. Der Klosterhof wurde städtischer Friedhof.
Ein Seitenschiff der Kirche ging im Siebenjährigen Krieg verloren. 1877/78 wurde das übrige Langhaus wegen Baufälligkeit abgerissen; der allein verbleibende Chor mit Seitenkapelle wurde restauriert. Dabei wurden bedeutende Wandmalereien von 1472 – Marienleben – wiederentdeckt und freigelegt. Von der Geschichte der Kirche zeugen auch mehrere spätmittelalterliche Epitaphe.
Seit 2003 ist die ehemalige Klosterkirche Endpunkt des Thüringer Abschnitts des ökumenischen Pilgerwegs durch Mitteldeutschland von Görlitz nach Vacha.